# 간성군
간성군(杆城郡)은 강원도의 동해안에 있었던 옛 행정 구역이다.
1914년 4월 1일 고성군을 흡수하였으나, 1919년 5월 15일 군청이 고성면으로 이전하면서 고성군으로 개칭되었고, 토성면과 죽왕면이 양양군에 이관되었다. 38선 이북 지역이어서 1945년 9월 2일 소련군정 관할이 되었으나, 한국 전쟁을 거치며 대한민국이 1914년 이전 간성군 지역을 전부 차지하였다. 1914년 이전의 간성군은 현재 대한민국 고성군의 대부분과 속초시 장사동에 해당된다.

## 역사
| Daedongyeojido (Gyujanggak) 11-02.jpg | Daedongyeojido (Gyujanggak) 11-01.jpg |
| Daedongyeojido (Gyujanggak) 12-02.jpg | Daedongyeojido (Gyujanggak) 12-01.jpg |

고구려 때에 달홀(達忽)이 설치되었고 신라 진흥왕 29년(568년) 주(州)를 만들어 군주(軍主)를 두었고, 경덕왕이 수성군(守城郡)으로 개칭하였다. 고려 성종의 행정구역 개편 때 삭방도(朔方道)에 편입되었다가, 고려 현종의 행정구역 개편 때 동계(東界)에 소속된 수성군은 각각 간성현(杆城縣)으로 바뀌었다. 간성현은 그 뒤 군으로 승격되었다.
- 1895년 : 음력 윤5월 1일 강릉부 간성군으로 개편하였다.[1]
- 1896년 8월 4일 : 강원도 간성군으로 개편하였다.[2]
- 1914년 4월 1일 : 고성군이 간성군에 합군하였다.[3] 군청을 군내면에 두었다.

| 조선총독부령 제111호 |                | |
| 구 행정구역 | 신 행정구역    | 신 행정구역 |
| 간성군 군내면(郡內面) 수동리/금곡리, 봉호리, 상리/용연동리/방축동리/서문리, 선유실리, 유촌리/안심리/신성리, 탑동리, 중리/하리, 흘리 | 군내면         | 금수리, 봉호리, 상리, 선유실리, 신안리, 탑동리, 하리, 흘리 |
| 간성군 해상면(海上面) | 군내면         | 간촌리, 광산리, 교동리, 어천리, 장신리, 진부리, 탑현리, 해상리                                                                                                   |
| 간성군 대대면(大垈面) 대대리, 반암리, 석문리, 송학리/죽포리, 송호리/포남리, 칠동리/사계리 | 오대면(梧垈面) | 대대리, 반암리, 석문리, 송죽리, 송포리, 초계리 |
| 간성군 오현면(梧峴面) 수외리/거진리, 냉천리/장항리, 자산리/외평리/봉호리, 상산북리/토기점리, 송정리, 용호리/하산북리, 원당리/월안리, 장평리/차동리/화포리                                                                                | 오대면(梧垈面) | 거진리, 냉천리, 봉평리, 산북리, 송강리, 송정리, 용하리, 원당리, 화포리                                                                                           |
| 간성군 현내면(縣內面) 검장리, 대진리, 마직리/건달리, 마차진리, 명파리, 배봉리, 사천리, 학산리/열산리, 저진리, 중평리/모정리/죽림리/도발리, 철통리, 초도리/초진리, 화곡리                                                                 | 현내면         | 검장리, 대진리, 마달리, 마차진리, 명파리, 배봉리, 사천리, 산학리, 저진리, 죽정리, 철통리, 초도리, 화곡리                                                         |
| 간성군 죽도면(竹島面) 구둔리/서성리, 마좌리, 괘진리/망포리, 황포리/포월리/순포리, 무송리/곡실리/삼성리/금포리, 오리진리 | 죽왕면         | 구성리, 마좌리, 문암진리, 삼포리, 야촌리, 오호리 |
| 간성군 왕곡면(旺谷面) 가진리, 공수진리/장현리, 금성리/적동리/왕곡리, 감인당리/화정리, 향목리 | 죽왕면         | 가진리, 공현진리, 오봉리, 인정리, 향목리 |
| 간성군 토성면(土城面) 교암리, 행도원리/원대리, 백촌리, 봉현리/광포리, 사진리, 성남리/신대리, 성천리, 신평리, 아야진리/금화정리, 용암리, 용포동리/사촌리, 운봉리, 원암리, 인각리/풍곡리/장흥리, 장천리, 천진리, 청간리, 학야동리/토기점리 | 토성면         | 교암리, 도원리, 백촌리, 봉포리, 사진리(沙津里), 성대리, 성천리, 신평리, 아야진리, 용암리, 용촌리, 운봉리, 원암리, 인흥리, 장천리(獐川里), 천진리, 청간리, 학야리 |
9면 - 군내면, 오대면, 죽왕면, 고성면, 신북면, 서면, 수동면, 토성면, 현내면
- 1917년 10월 1일: 군내면이 간성면으로 개칭되었다.[4]
- 1919년 5월 15일 : 간성군이 고성군으로 개칭되고, 군청이 고성면으로 이전하였으며, 통천군 임남면 장전리, 주험리, 사호리, 남애리가 신북면에 편입되고, 토성면과 죽왕면(동호리를 제외)이 양양군에 이관되었다. 죽왕면 동호리는 간성면에 편입되었다. (7면)